# 독일의 행정 구역

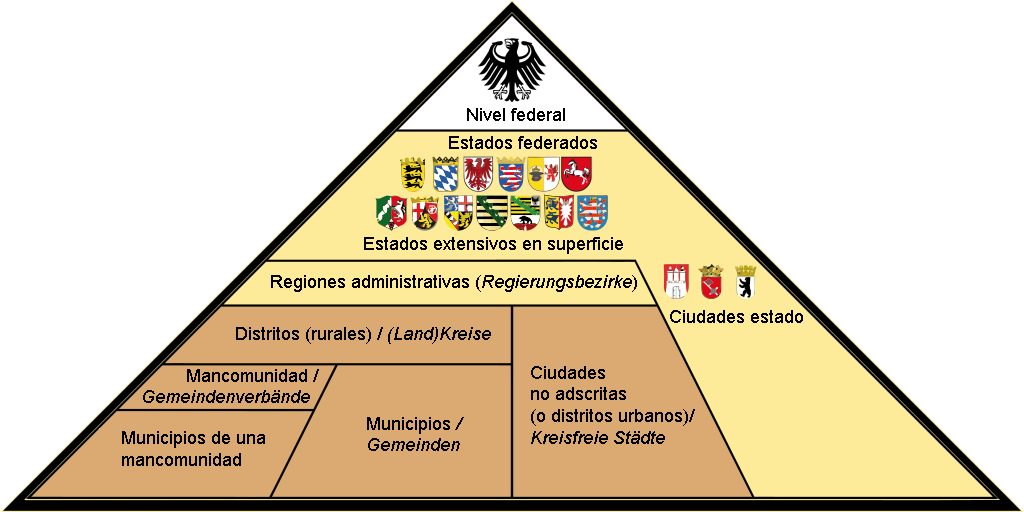

다음은 독일의 행정 구역에 관한 서술이다.